# افعی البرزی
 افعی البرزی (نام علمی: Vipera ursinii) نام یک گونه از تیره گرزه‌ماران است.
انتشار جغرافیایی در ایران: استان‌های گیلان، قزوین، مازندران، البرز، تهران، زنجان، آذربایجان شرقی. از تیره گرزه‌ماران و از گونه آسیب‌پذیر آنها است. گرزه‌ماران تیره‌ای از مارهای زهرآگین که بلند و دارای دندان‌های نیش جانبی هستند و از طریق این دندان‌ها زهر را تزریق می‌کنند. زیستگاه این نوع از افعی بیشتر در نیزارها، علفزارها و مناطق ییلاق و کوهستانی است.
طول بالغان به طور میانگین بین 40 تا 50 سانتی‌متر (اما مواردی هم با طول 63 تا 80 سانتی متر گزارش شده‌است). جثه ماده از نر بزرگتر است. پوزه گرد و باریک با انتهای فوقانی پهن. چشم کوچک. پولک‌های مشخص پیشانی و آهیانه. متغیر بودن شکل پولک‌های قسمت قدامی سر. سوراخ بینی در قسمت پایین بینی آنها قرار گرفته‌است. پولک‌های لب بالا ۸ یا ۹ و لب پایین ۹ تا ۱۱ عدد، دور چشم‌ها ۹ عدد، سطح شکم ۱۲۳ تا ۱۴۵ عدد و سطح زیرین دم ۲۱ تا ۳۷ عدد پولک دارد. رنگ پولک‌های روی بدن افعی البرزی قهوه‌ای خاکستری، زرد متمایل به قهوه‌ای روشن، تیره متمایل به سیاه یا قهوه‌ای تیره متمایل به قرمز آجری است. سطح پشتی آن یک ردیف خال بیضی شکل و سطح جانبی دو یا سه سری خال قهوه‌ای کوچک تیره دارد. تغذیه آنها از حشرات، جوندگان کوچک، مارمولک‌ها و ملخ‌ها است. طول دوره خواب زمستانی آنها متفاوت است (در مناطق کوهستانی گاهی تا ۶ ماه هم طول می‌کشد). دوره جفت‌گیری با توجه به گونه آنها متفاوت است که به صورت معمول در بهار است. بچه مارها معمولاً در تابستان متولد می‌شوند.